# Confederació d'Entitats Sobiranistes dels Països Catalans
 La Confederació d'Entitats Sobiranistes dels Països Catalans és una confederació d'organitzacions que té l'objectiu de fer créixer el dret d'autodeterminació i avançar en la consciència sobiranista als Països Catalans. Està formada per l'Assemblea Nacional Catalana, l'Assemblea Sobiranista de Mallorca i la Plataforma pel Dret a Decidir del País Valencià. Es va presentar el 20 de maig de 2016 a València de la mà d'Antoni Infante, Cristòfol Soler i Jordi Sànchez.